# Hirzel
Hirzel é uma comuna da Suíça, no Cantão Zurique, com cerca de 1.969 habitantes. Estende-se por uma área de 9,68 km², de densidade populacional de 203 hab/km². Confina com as seguintes comunas: Hausen am Albis, Horgen, Menzingen (ZG), Neuheim (ZG), Schönenberg, Wädenswil.
A língua oficial nesta comuna é o Alemão.